# Фелгаст
Фелгаст (њем. Velgast) општина је у њемачкој савезној држави Мекленбург-Западна Померанија. Једно је од 64 општинска средишта округа Нордфорпомерн. Према процјени из 2010. у општини је живјело 1.931 становника. Посједује регионалну шифру (AGS) 13057087.

## Географски и демографски подаци
Фелгаст се налази у савезној држави Мекленбург-Западна Померанија у округу Нордфорпомерн. Општина се налази на надморској висини од 3 метра. Површина општине износи 71,4 km². У самом мјесту је, према процјени из 2010. године, живјео 1.931 становник. Просјечна густина становништва износи 27 становника/km².